# Goliat
Goliat és descrit a la Bíblia com un gegant de la ciutat filistea de Gat, amb una alçada de sis colzes i un pam (uns dos metres i mig) amb sis dits a cada mà i a cada peu (hexadactília), que va desafiar els israelites, va entrar en combat singular amb David, que havia anat al camp de batalla a veure els seus germans més grans. David li va tirar una pedra amb la fona, que li va restar clavada al front, Goliat va caure a terra. David va anar corrents cap a Goliat, va desembainar-li l'espasa i li va tallar el cap.